# Арал (футбольний клуб)
Футбольний клуб «Арал» (Нукус) або просто «Арал» (узб. «Orol» futbol klubi; кар. «Aral» futbol klubı) — професійний узбецький футбольний клуб з міста Нукус в Каракалпакстані (на північному заході Узбекистану).

## Попередні назви
| 1976—1989 | «Амудар'я» (Нукус) |
| 1990      | «Аралводобудівник» |
| 1991—1999 | «Арал» (Нукус)     |
| 2000—2006 | «Туран» (Нукус)    |
| 2006      | «НОЗК»             |
| 2007—2012 | «Джайхун» (Нукус)  |
| 2012—н.ч  | «Арал» (Нукус)     |

## Історія
Футбольний клуб «Арал» був заснований в 1976 році в місті Нукус. У той час команда мала «Амудар'я». З 1976 до 1984 року брав участь у другій лізі чемпіонату СРСР. У 1985-1991 роках брав участь в першій лізі СРСР. Під час участі в чемпіонаті СРСР футбольний клуб «Арал» не досяг жодних успіхів.
Після розпаду СРСР назва команди змінилася на «Арал». У 1992 році «Арал» почав брати участь в першому незалежному чемпіонаті Узбекистану і в дебютному сезоні посів чотирнадцяте місце з сімнадцяти команд. У сезоні 1993 роки клуб зайняв 11-те місце з 16 команд. У 1994 році «Арал» посівши передостаннє 15-те місце і вилетів в першу лігу. З 1995 до 1999 рік «Арал» брав участь в першій лізі. Лише з 2000 року знову почав брати участь у Вищій лізі, але вже в сезоні 2001 роки знову вилетів до першої ліги. До теперішнього часу «Арал» виступає в першій лізі і є одним з її «середняків».

## Досягнення
- Вища ліга Узбекистану:
  - 11-те місце (1): 1993

- Кубок Узбекистану
  - 1/8 фіналу (4): 1993, 1997, 1998, 2008

- Перша ліга Узбекистану
  - 4-те місце (2): 2011, 2014

## Відомі гравці
| - Денис Іванков - Марат Мифтахудінов - / Олег Лашников - Равшан Хайдаров - Олександр Швиденко - Микола Ем - Улугбек Юнусов - Берда Алланіязов | - Нематилла Куттибаєв - Кодир Ібрагімов - Хенис Джумабаєв - Тимур Іскандеров - Аскар Казбеков - Олександр Любанов - Альберт Яфаров |

## Відомі тренери
...
- 1977:  Артем Фалян

...
- 1977:  Яків Капров

...
- 1982–1983:  Володимир Бражніков

...
- 1990–1993: / Янгабай Буранов

...
- 1999–20??:  Кувват Туреєв

...
- 2010–:  Нематилла Куттибаєв

...